# لیدیا جکوبی
لیدیا جکوبی (انگلیسی: Lydia Jacoby؛ زادهٔ ۲۹ فوریه ۲۰۰۴) شناگر اهل ایالات متحده آمریکا است.
وی در مسابقات کشوری و بین‌المللی در مجموع برندهٔ ۱ مدال طلا شده‌است.